# ヘイズルーン

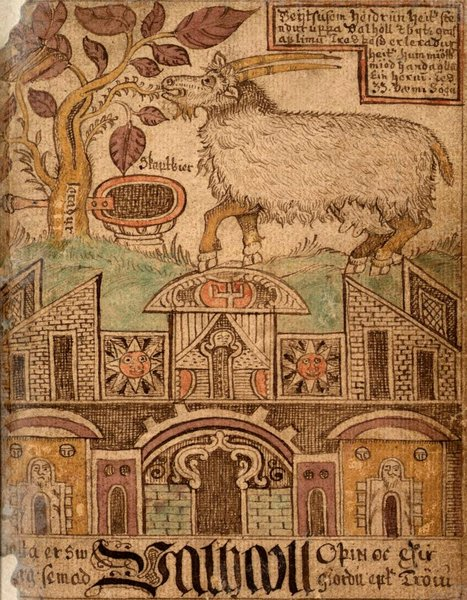
ヘイズルーン。18世紀アイスランドの写本『SÁM 66』より。

ヘイズルーン (Heiðrún) は、北欧神話に登場する牝山羊の名である。この山羊はエインヘリャルのために蜜酒を造り出す。英語ではしばしば Heidrun、Heidhrun、Heithrun、Heidrún、Heithrún、Heidhrún などのように綴られる。

## 散文のエッダ
ヘイズルーンはスノッリ・ストゥルルソンの『散文のエッダ』第39章の中で紹介されている。
それによると、ヘイズルーンはヴァルハラにおいて、その後脚で立ちながら、レーラズ (Læraðr) と呼ばれる一番有名な木の芽を囓っている。ヘイズルーンの乳首から流れ出す蜜酒が毎日大釜をいっぱいにし、エインヘリャルは全員が一杯ずつ飲めるとされている。

## 詩のエッダ
ヘイズルーンは、スノッリの説明によく似た表現で、『詩のエッダ』の『グリームニルの言葉』第25節の中でも説明されている。ヴァルハラでレーラズの木の葉を食べる山羊は、ヘイズルーンといい、飲み物を欠かさないために蜜酒で器を満たす、とされている。
スノッリが『グリームニルの言葉』にある節を引用していることから、彼がこの節も知っており、ヘイズルーンについて記述する際にそれを参考にしたと仮定することは妥当である。
『ヒュンドラの歌』においては、女巨人のヒュンドラが女神フレイヤに話しかける場面で、「フレイヤは夫オーズを愛しつつも、雄山羊の間を飛び回るヘイズルーンのように、夜には外を飛び回る」といった、おどけた表現で言及されている。
ただしこの節のヘイズルーンは前述の山羊ではなく、淫らな獣としての一般的な山羊を指しているとされている。